# Ernestinske hertugdømmer
De ernestinske hertugdømmer var en række små stater, der opstod i 1572. Hertugdømmerne lå i nutidens Thüringen og Oberfranken. Hertugerne blev afsatte i 1918. De nye fristater (republikker) dannede Thüringen i 1920, dog tilsluttede Sachsen-Coburg sig Bayern.  

## Delinger
Hertugdømmerne blev ofte delt og samlet igen. Den første deling fandt sted i 1572, og den mest omfattende deling fandt sted i 1680, da Sachsen-Gotha-Altenburg blev opdelt i:
- Sachsen-Coburg
- Sachsen-Eisenberg
- Sachsen-Hildburghausen
- Sachsen-Meiningen
- Sachsen-Römhild
- Sachsen-Saalfeld

## Perioder for de enkelte hertugdømmer
| Sachsen-Altenburg       | 1603 - 1672 og 1826 - 1918                                  |
| Sachsen-Coburg          | 1596 - 1633 og 1681 - 1699                                  |
| Sachsen-Coburg-Eisenach | 1572 - 1596                                                 |
| Sachsen-Coburg-Saalfeld | 1735 - 1826                                                 |
| Sachsen-Eisenberg       | 1680 - 1707                                                 |
| Sachsen-Coburg og Gotha | 1826 - 1918                                                 |
| Sachsen-Eisenach        | 1596 - 1638, 1640 - 1644 og 1662 - 1741                     |
| Sachsen-Gotha           | 1640 - 1680                                                 |
| Sachsen-Gotha-Altenburg | 1681 - 1826                                                 |
| Sachsen-Hildburghausen  | 1680 - 1826                                                 |
| Sachsen-Jena            | 1672 - 1690                                                 |
| Sachsen-Meiningen       | 1680 - 1918                                                 |
| Sachsen-Römhild         | 1680 - 1710                                                 |
| Sachsen-Saalfeld        | 1680 - 1735                                                 |
| Sachsen-Weimar          | 1572 - 1741                                                 |
| Sachsen-Weimar-Eisenach | 1741 - 1918 (i perioder kendt som storhertugdømmet Sachsen) |